# Rubroporus carneoporis
Rubroporus carneoporis är en svampart som beskrevs av Log.-Leite, Ryvarden & Groposo 2002. Rubroporus carneoporis ingår i släktet Rubroporus och familjen Polyporaceae.   Inga underarter finns listade i Catalogue of Life.